# Safran (empresa)
El Grupo Safran es una multinacional francesa de alta tecnología, especializada en defensa, equipamiento aeronáutico y seguridad.

## Historia
El grupo surge de la fusión de los grupos SNECMA (Société nationale d'étude et de construction de moteurs d'avion, traducido como "Compañía nacional de diseño y construcción de motores de aeronaves") y SAGEM (Société d'applications générales de l'électricité et de la mécanique, traducido como "Compañía de aplicaciones generales de electricidad y mecánica") en el año 2005. Las oficinas centrales están ubicadas en París.

## El grupo
El grupo Safran tiene una presencia global, dando soporte a los principales fabricantes, operadores y clientes. Dispone de tres ramas principales

### Motores y equipamiento aeroespacial
Safran Group desarrolla, fabrica y vende motores y sistemas de propulsión para aviones y helicópteros tanto civiles como militares, misiles balísticos, lanzadores de satélites y equipos espaciales.
- Snecma

- Motores para aviones civiles y militares, propulsión líquida para lanzaderas espaciales.

- Turbomeca

- Motores para helicópteros civiles y militares. Motores de propulsión para jets de entrenamiento. APU (Auxiliar power unit) de la subsidiaria Microturbo

- Techspace Aero

- Componentes y equipamiento aeronáutico y motores cohete.

- Herakles

- Motores cohete

- Messier Bugatti Dowty

- Trenes de aterrizaje, sistemas de frenado, sistemas hidráulicos.

- Aircelle

- Labinal

- Hispano-suiza

### Defensa
Está especializado en equipos de posicionamiento inercial, ópticos, seguridad y guerra electrónica y equipamiento militar.
- SAGEM

- Morpho

### Seguridad
Especializado en análisis biométricos, smart cards, creando documentación de viaje y de identificación.

## Presencia en España
En España el grupo se instala a través de la empresa de ingeniería TEUCHOS. Que tras la fusión con Labinal Engineering Services pasa a formar Safran Engineering Services. La empresa tiene su sede en Valladolid, con oficina en Getafe (Madrid) Dando soporte de ingeniería a proyectos en los sectores aeronáutico y de automoción.

## Presencia en México
Safran México es una compañía subsidiaria controlada al 100% de Safran.
Sus objetivos son:
- Representar Safran en sus relaciones con todas las instituciones mexicanas y promover al Grupo en el país.
- Coordinar las operaciones de Safran en México y América Central.
- Asistir a las compañías del Grupo en su desarrollo comercial.

Conocimiento compartido
Safran está fuertemente involucrado en proyectos de desarrollo sustentable y programas de capacitación. Por ejemplo, está liderando el proyecto de creación de una “Escuela de Aviación” franco-mexicana en Querétaro para desarrollar una fuerza de trabajo altamente capacitada y entrenada para trabajos de aviación. Más aún, el Grupo recibe una cantidad de pasantes y participa en programas de capacitación profesional. También ha sido líder en la creación del complejo aeroespacial en Querétaro.
El Grupo también trabaja con la industria mexicana en varias iniciativas de desarrollo sustentable. En particular, con la aerolínea Interjet en el desarrollo de biocombustible de segunda generación y un A320 propulsado por un motor CFM56 utilizando este combustible.
Varias de las compañías del Grupo tienen subsidiarias o afiliadas en México:
- Labinal y Safran Engineering Services (Estado de Chihuahua)
- Snecma, Messier-Bugatti-Dowty, Messier Services Americas y SAMES (Snecma America Engine Services) (Estado de Querétaro)
- Morpho (Estado de México)
- Safran México, Turbomeca y Morpho (Ciudad de México)[2]

En México, el grupo tiene presencia a través de una filial en México D.F. El Presidente del Grupo Safran México es Daniel André Joseph Parfait.
El Grupo Safran en México tiene relaciones con CNS, PGJ, Aeropuerto Internacional de la Ciudad de México, PGR, etc.